# Кёртис, Джон (политик)
Джон Рим Кёртис (англ. John Ream Curtis, род. 10 мая 1960, Огден, Юта) — американский политик, представляющий Республиканскую партию, сенатор США от штата Юта. С 2017 года был членом Палаты представителей США от третьего избирательного округа Юты. До избрания в Конгресс Кёртис был 44-м мэра Прово (2010—2017).
Бывший демократ, Кёртис обычно считается умеренным республиканцем. Он является основателем Консервативного климатического кокуса и членом группы умеренных республиканцев в Палате представителей Республиканская группа управления. Кертис не поддерживал Дональда Трампа во время республиканских праймериз 2024 года. Учитывая его голоса за такие законопроекты, как Закон об уважении брака, аналитики в целом считали позиции Кертиса схожими с позицией Митта Ромни, бывшего сенатора США от штата Юта, хотя сам отвергал такие характеристики.

## Биография
Джон Кёртис родился 10 мая 1960 года в Огдене (штат Юта). Его родителями были Джесси Дакворт «Ди» Кертис (1927—2015) и Хейзел Дон Кертис (урождённая Рим, 1925—2016). Они поженились в 1955 году.
Кёртис учился в средней школе Skyline High School, где встретил свою жену Сью Снарр. Окончил Университет Бригама Янга со степенью бакалавра по бизнес-менеджменту. Он работал в O. C. Tanner и Citizen Watch Company, прежде чем в 2000 году занять должность главного операционного директора компании Action Target, базирующейся в Прово (штат Юта).
В 2000 году Кёртис участвовал в выборах в Сенат Юты как кандидат от Демократической партии, получив 33 % голосов избирателей против 66 % за его республиканского оппонента. С 2002 по 2003 год был заместителем председателя и председателем отделения Демократической партии в округе Юта.
В 2009 году Кёртис был избран мэром Прово, 3-го по населению города Юты, победив с 53 % голосов обещая безопасность, процветание и единство. Находясь на посту, он сосредоточился на экономическом развитии, возрождении центра города и получении пляжа на озере Юта. Также Кёртис занимался проблемами чистого воздуха и отдыха, сохранил Рок-Каньон и запустил блог, ставший популярным у горожан. Он также помог с покупкой iProvo, существующей оптоволоконной интернет-сети города Прово, компанией Google Fiber.
В 2013 году Кёртис был переизбран, набрав 86 % голосов. В ноябре 2016 года он объявил, что не будет добиваться переизбрания на третий срок. В последние годы пребывания Кёртиса на должности мэра Прово его рейтинг одобрения в среднем составлял 93 %.
7 ноября 2017 года Кёртис победил на дополнительных выборах, заменив Джейсона Чейфеца в Палате представителей США. Он завершил срок полномочий Чейфеца и трижды переизбирался после этого. Кёртис был избран в Сенат США на выборах 2024 года, став преемником Митта Ромни.

## Личная жизнь
Кёртис является членом Церкви Иисуса Христа Святых последних дней и отслужил двухлетнюю миссию на Тайване. У него и его жены Сью шестеро детей и четырнадцать внуков.
Помимо политической деятельности звестен своей обширной коллекцией носков.